# Майськ (Республіка Алтай)
Майськ (рос. Майск) — село Турочацького району, Республіка Алтай Росії. Входить до складу Майського сільського поселення.
Населення — 33 особи (2015 рік).